# Vopnafjörður (fjord)
Vopnafjörður är en fjord i republiken Island.   Den ligger i regionen Austurland, i den nordöstra delen av landet, 400 km nordost om huvudstaden Reykjavík.